# Irmantas Zelmikas
Irmantas Zelmikas (Telšiai, 3 gennaio 1980) è un ex calciatore lituano, di ruolo difensore.

## Palmarès

### Club

#### Competizioni nazionali
- Campionato lituano: 6

FBK Kaunas: 2000, 2001, 2002, 2003, 2004, 2006
- Coppa di Lituania: 5

FBK Kaunas: 2002, 2004, 2005
Sūduva: 2007-2008
- Supercoppa di Lituania: 3

FBK Kaunas: 2002, 2004, 2007